# COMPLEXTOUR'89
『COMPLEXTOUR'89』（コンプレックスツアー'89）は、日本のロックユニットであるCOMPLEXのライブ・ビデオ。
1989年11月1日にVHS及びLDで東芝EMIよりリリースされた。
2002年10月25日にはDVDとして東芝EMIよりリリースされた。

## 解説
- ライブツアー「COMPLEX TOUR'89」の中で8月11日、12日の二日間、シークレットライブとして行われ、唯一のライブハウスのステージである芝浦インクスティックでのライブを収録したもの。音声は両日の混成編集となっている。収録曲はアルバム『COMPLEX』の全収録曲のみとなっており、当日演奏された吉川晃司、布袋寅泰のソロでの楽曲は収録されていない。
  - 同ライブツアーの8月27日横浜アリーナ公演で演奏された吉川晃司のソロでの楽曲である「A-LA-BA・LA-M-BA」「No No サーキュレーション」の2曲が、吉川のベストアルバム『SINGLES+』に収録されている。
- ライブ映像は4:3の画角で、全編にわたってモノクロである。LD、DVDでの音声はリニアPCMで収録。

## リリース履歴
| No. | 日付           | レーベル | 規格   | 規格品番            | 備考                     |
| --- | -------------- | -------- | ------ | ------------------- | ------------------------ |
| 1   | 1989年4月26日  | 東芝EMI  | VHS LD | TOVF-1038 TOLF-1038 |                          |
| 2   | 2002年10月25日 | 東芝EMI  | DVD    | TOBF-5165           | ジュエルケース仕様       |
| 3   | 2003年10月29日 | 東芝EMI  | DVD    | TOBF-91012          | 廉価版。トールケース仕様 |

## 収録曲
1. (Opening)
2. PRETTY DOLL
3. CRASH COMPLEXION
4. IMAGINE HEROES
5. 路地裏のVENUS
6. CLOCKWORK RUNNERS
7. 2人のAnother Twilight
8. Can't Stop The Silence
9. CRY FOR LOVE
10. そんな君はほしくない
11. RAMBLING MAN
12. 恋をとめないで
13. BE MY BABY

## 参加ミュージシャン
- COMPLEX
  - 吉川晃司 - ボーカル
  - 布袋寅泰 - ギター
- 池畑潤二 - ドラムス
- 小池ヒロミチ - ベース
- 小森茂生 - キーボード